# ウェザーテック・レースウェイ・ラグナ・セカ
ラグナ・セカ（WeatherTech Raceway Laguna Seca, ウェザーテック・レースウェイ・ラグナ・セカ）は、アメリカ合衆国のカリフォルニア州モントレーにあるサーキット。
ラグナ・セカとはスペイン語で「乾いた湖」（英語でdry lake）の意。この場所にはかつて湖があり、干上がった湖の周りにコースが造られた。

## 概要

1987年までの旧レイアウト

1957年に造られ、1987年に現在のコースレイアウトに改修された。高低差が300フィート（91メートル）と大きく、テクニカルコーナーの多い低速サーキットである。以前開催された、MotoGP開催サーキットにおいては最高峰クラスで平均速度が160km/hほどであり、ドイツのザクセンリンクと並ぶ低速サーキットである。またA1グランプリ、アメリカン・ル・マン・シリーズなどの開催地にもなっていた。
マツダが2001年から2018年3月まで命名権を保持し、「マツダ・レースウェイ・ラグナ・セカ」としても知られていた。2018年4月からは自動車用品メーカーでユナイテッド・スポーツカー選手権（USCC）のタイトルスポンサーも務めるウェザーテックが命名権を得ている。また同年レクサスとパートナーシップを結び、オフィシャルカーにGS Fが指定された。

## コークスクリュー

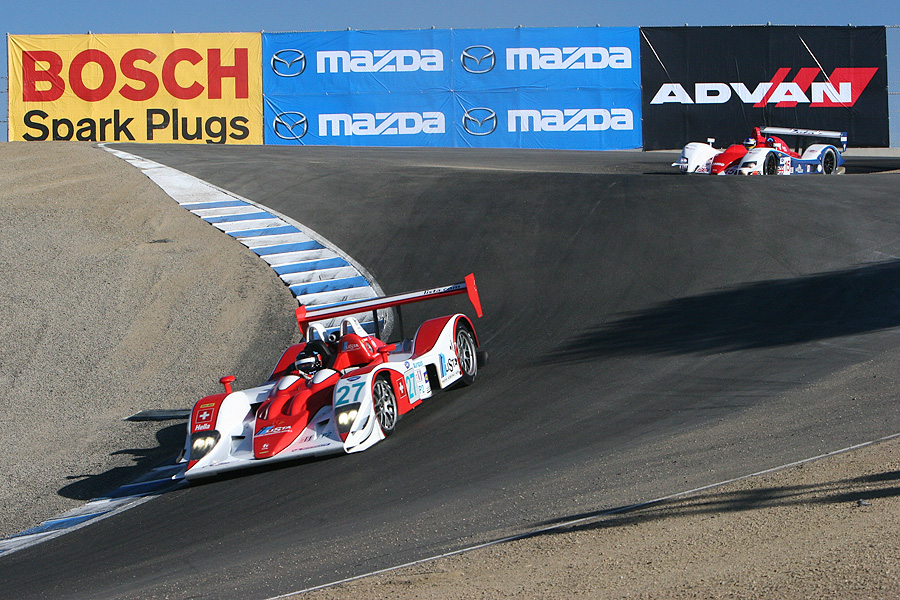
サーキット名物の"コークスクリュー"

コース中間部のターン5から丘陵を上っていき、ターン7辺りで最高地点を通過した後一気に下りながら左（ターン8）・右（ターン8a）・左（ターン9）と切り返す。このジェットコースターのようなダウンヒル区間（公式にはターン8とターン8a）をコークスクリューと呼び、当サーキットの名物コーナーとして知られている。下り勾配はターン8のエイペックスで12%、ターン8aのエイペックスで18%。ターン8入口からターン8a出口までの450フィート（137メートル）の距離で59フィート（18メートル）降下する。
ターン7手前の登り坂でブレーキングを開始する時点では空しか見えず、ターン8への侵入も曲がりながら下っていくので先が見通せない。オートバイのライダーは前方荷重が懸かりながら加速しつつ、左右に素早く体重移動を繰り返す。フレディ・スペンサーなどトップライダーはウィリーしながら切り返すというテクニックを駆使していた。
コークスクリューでの追い抜きは著名な成功例がある。
- 1996年のインディカー・シリーズ最終戦のファイナルラップ、トップを走るブライアン・ハータを追いかけるアレッサンドロ・ザナルディが、ターン8のインを突き、ターン8aをショートカットしながら優勝した。このアクションは「ザ・パス（The Pass）」[7]と称賛された。翌年以降、同区間におけるオーバーテイクは禁止となっている。
- 2008年のMotoGPにおいて、バレンティーノ・ロッシがケーシー・ストーナーと抜きつ抜かれつのバトルを展開し、ザナルディと同じワイドラインでストーナーをパスした[8]。ウィニングランでロッシはコークスクリューにマシンを停め、路面にキスをした。
- 2013年のMotoGPでは、MotoGPクラスルーキーのマルク・マルケスがロッシのお株を奪うような抜き方で優勝した。

### コークスクリュー・ヒルクライム
2022年より、コークスクリュー・ヒルクライムが開催されている。モントレー・モータースポーツ・リユニオンの催し物の一環で、スタートラインからコースを逆走する形で、コークスクリューを経て最高地点まで駆け上がる、タイムトライアル方式。参加者は純粋に速さを競う者からデモンストレーションとしてネタを披露する者まで、幅広い。

## その他
ロードレース世界選手権は1988年から1994年までアメリカGPが開催されていたが、ランオフエリアの狭さなど安全面の懸念があった。1989年の500クラスにおいて、フィニッシュ後のクールダウンラップ中にコース上でバーンアウトを披露していたケビン・マギーにババ・ショバートが追突し、ショバートは重傷を負い引退を余儀なくされた。翌年の500ccクラスでは、今度はマギーがレース中に同じ場所で転倒し、生死の境をさまよう重傷を負った2005年のレースカレンダーに復帰するにあたり、ヤマハ発動機がサーキット改修費用を提供して支援した。
1999年のCARTでは、ゴンサロ・ロドリゲスがコークスクリューを走行中にマシントラブルに見舞われウォールに突っ込み、死亡している。
公式のコースレコードは、2000年のCARTシリーズ第16戦の予選でエリオ・カストロネベスが記録した1分7秒722である。2006年8月20日にF1マシン・トヨタ・TF106の走行が行われ、リカルド・ゾンタのドライブによって当時の非公式コースレコードである1分6秒309のラップタイムが記録された。翌年の2007年3月10日、チャンプカーのテストにおいてセバスチャン・ボーデが1分5秒880のタイムを記録し、これも非公式ながら上記のコースレコードを塗り替えた。また、2012年5月20日、フェラーリ・レーシング・デイズのイベント中、フェラーリ・F2003-GAとスリックタイヤを用い、マルク・ジェネのドライブにより1分5秒786が記録され、非公式レコードが再び塗り替えられた。
レースゲームに収録されることが多いコースである。ドリームキャストのF355 Challengeや、プレイステーションのグランツーリスモシリーズ、Xbox・Xbox 360・Xbox OneのForza Motorsportシリーズ、スマートフォンゲームのReal Racing 3にコースが収録されている。
1987年9月17日、当時のローマ教皇であるヨハネ・パウロ2世が、当地にてミサを行なった。この時の聴衆の規模は、約7万2000人であった。